# 龍王的工作！
《龍王的工作！》是白鳥士郎撰寫，しらび繪製插畫的日本輕小說作品。由SB Creative的GA文庫發行，日本已發售25冊。漫畫版為作畫。
2015年9月決定製作廣播劇CD，並於2016年1月發行的第2集特裝版發行。2017年7月11日決定改編為電視動畫。於2018年1月至3月播放。
2017年11月，本書被這本輕小說真厲害！2018年刊評選為文庫版第一名。

## 概要
GA文庫（SB Creative）10周年記念計劃第6彈。發行當初原本就有跨媒體製作的打算，在輕小說發行後即開始進行漫畫連載、發行廣播劇CD的計劃。
在《這本輕小說真厲害！2016》獲得綜合第26名（新作部門第8名）。2016年7月獲得第28回將棋國際筆會大賞文藝部門優秀獎。在《這本輕小說真厲害！2017》、《這本輕小說真厲害！2018》獲得綜合排行第1名。
2020年8月20日，在藤井聰太僅以18歲之齡獲得「棋聖」和「王位」二冠後，作者白鳥士郎在其Twitter祝賀藤井達成壯舉，並指《龍王的工作！》寫了5年共13卷才讓主角準備挑戰第二冠，而藤井在成為棋聖後花了僅僅35天就已經獲得第二冠，「藤井聰太這個現實對輕小說作家來說太過苛刻」。

## 故事簡介
九頭龍八一以16歲之齡獲得日本將棋界兩大頭銜之一「龍王」，但之後卻陷入瓶頸。在3月某一天回到家裡時，發現前來迎接他的是名為雛鶴愛的小學三年級女生。雛鶴愛要求八一收她為弟子。

## 登場角色

### 清瀧一門
九頭龍八一（聲：內田雄馬）
獲得棋界二大頭銜之一「龍王」，為最年少的頭銜保有者。顺位战为C级1组。福井縣大野市出身，2000年8月1日出生，18歲（故事一開始為16歲)，家人有父母和一個讀大四哥哥以及尚未進初中的弟弟，段位九段（故事一开始为八段）。在獲得龍王頭銜因承受巨大壓力而陷入低潮（第一冊開始時已在公式對戰11連敗），卻在此時被找上門來的愛要求收她為弟子。
幼年時在地方的將棋大會上見到清瀧師傅，並為其高深之棋力所吸引，隨後被清瀧師傅收為內弟子。
小學3年级参加小學生名人戰並成為最年輕優勝者。於15歲2個月成為本作中史上第四位中學生職業棋士。於16歲1個月成為龍王挑戰者，晉升七段，並在16歲4個月奪取龍王，晉升八段。
擅長先手居飛車與後手一手損換角為主的戰術。後來連敗給山刀伐棋士後，驚覺這樣無法應付頭銜保衛戰，而痛下決心學習本來很討厭的振飛車戰法，將棋風改造成全能型。
有著超絕的棋藝天賦，只學習新戰術兩週，就在與山刀伐的對弈中大放異彩地逆轉獲勝，並在之後的頭銜保衛戰於三連敗的絕對逆境下爆發，反以四連勝力壓名人的挑戰保住龍王頭銜，並於之後晉升九段，為本作中史上最年少的九段棋士。
由於自幼與比他小兩歲的師姊親近，後來又收了兩名小學女生作為弟子，以及在家中舉行JS將棋研究會的關係，常受到旁人側目及忌妒；有蘿莉王的稱號（連身為蘿莉的弟子們跟師姐都這麼罵他），在將棋界也以蘿莉控知名。
喜歡吃的東西是咖哩、討厭的是香菇。
對於將棋以外的事物相當遲鈍，尤其不懂女人心，因此常說出致命性的發言引發大騷動。初戀為桂香，可是桂香只把他當弟弟而沒有認真看待這件事。
和從小一起生活的銀子有很深的感情，因為她比自己小、是女生還身體不好，所以對她有一定的保護欲（和銀子微妙的相似）。在銀子取得女王頭銜時，因為發覺彼此地位不同而且被旁人說閒話，因此決定要獲得比銀子還要高的成就讓自己可以重新站在她身邊，對銀子的稱呼改為「師姐」，直到自己成為不輸給銀子的大人物時才重新稱呼她為「小銀子」，之所以挑戰龍王也是這個原因，但因為這段期間兩人愈來愈生疏，導致關係始終無法修復，直到銀子在三段聯賽中連敗自暴自棄想尋死時，主動帶著銀子回家鄉散心，心中對銀子的感情也一次爆發開來，明白自己對銀子的感情，在老家的田裡準備告白時被銀子打斷，兩人以吻約定好在銀子成為職業棋士後再坦白心意。
在小說第十二冊中，於本期帝位挑戰者決定戰的最後連續擊敗生石充及名人，將和於鬼頭進行帝位頭銜的爭奪，取得了第一戰的勝利， 小說14冊，擊敗了於鬼頭帝位，成為史上最年少的二冠王，15冊短暫與萬智同居並出版了將棋書籍九頭龍筆記，16冊中愛在頭銜戰第五局陷入苦戰時透過移動坐墊給予提示讓愛反敗為勝。
雛鶴愛（聲：日高里菜）
10歲，八一的大弟子，2007年10月7日出生，就讀小學四年級（故事一開始為9歲、小學三年級），女流二段，在石川縣和倉溫泉經營旅館「雛鶴」的夫妻的獨生女。因祖父的緣故而開始自學將棋，但父母（尤其是母親）不喜歡將棋而反對。
因目睹了八一的龍王頭銜戰而感到憧憬，於是趁春假期間私下跑到八一家要求對方收自己為弟子。在經過許多曲折後成為八一的內弟子（她母親以若不能有成就則要求八一入贅為條件而答應），並轉學至大阪，現住在八一的公寓中。
異常的敬愛八一，甚至到了病嬌的地步，和銀子一樣會因為八一和其他女生互動親密而不悅，也因此理所當然的和銀子關係極差，兩人僅有在八一和其他女性牽扯時會有短暫的合作。常常與八一自然而然的放閃而令人側目、被將棋界視為未來的龍王夫人。由於家庭經營旅館而在家事方面接近全能，包辦了八一的起居。
擁有極為出色的將棋天賦，特別是對於終盤局面的判讀。於第五冊在研修會升上C1等級，正式成為女流棋士，第十四冊脫離師傅獨自前往東京修行，與山刀伐盡、鹿路庭珠代同住，於第十六冊挑戰女流名跡頭銜，第一、二局完勝，但是第三局開始陷入苦戰，第四局同樣戰敗，最後一局在八一的暗中幫助下（幫愛移動坐墊，以此提醒愛要冷靜）取回優勢，打敗釋迦堂里奈，成為最年輕的女流名跡頭銜持有者，加冕儀式時，公布自己下一個目標，就是成為職業棋士。
夜叉神天衣（聲：佐倉綾音）
10歲，八一的二弟子，2007年12月10日出生，就讀小學四年級（故事一開始為9歲、小學三年級），女流二段。九頭龍八一的二弟子。擅長一手損換角，棋風是標準的化解將棋，與八一類似。棋界稱為神戶的灰姑娘。
JS研的成員為了區別她與愛（天衣的日文讀音與愛的讀音相同），會將她稱為「天醬」。已逝的父親是將棋業餘名人，經常關注八一的對局，並與妻女一同研究棋譜。在父母過世後由祖父扶養，由於祖父的溺愛，成了一名典型的高姿態傲嬌大小姐，因為直率及辱罵的發言，獲得歡迎。
原來是登記在月光會長名下的弟子（但其實她一開始開出的條件是要由八一來當自己的師傅），在向月光會長提出要進入研修會的要求時被暫時交付給八一指導，最後被八一收為弟子，並在當時解釋了兩人之間的因緣。於第五冊正式成為女流棋士。
在父親的栽培下完全學會了八一的棋風，幾乎和八一本人一模一樣，八一也在認識她一開始就知道自己在下棋方面沒有甚麼好教她的，因此將她的培育注重在如盤外戰術之類的其他方面，也因為父親的關係，從小就認為自己成為八一的徒弟是天經地義的事，只是沒想到八一忘記了還先收了愛為徒，因此一開始對八一的態度相當惡劣（鬧脾氣）。
雖然總是公開罵八一人渣、蘿莉控、變態，但私底下很關心他。
於第九卷擊敗萬智，成為銀子女王頭銜的挑戰者。由於銀子在賽前邀請八一開定期研討會以備戰三段聯賽，卻被八一以女王戰前暫時須避免閒話而拒絕，故銀子極為火大的情況下，施壓協會將賽程修改成對天衣極為羞辱的樣式（把前三戰全數往前挪到三段聯賽開賽之前，換句話說是放話要三連勝）。極為憤怒的天衣在前兩戰中卻又更進一步被銀子屠殺（第一戰甚至是違規敗），而信心嚴重受挫，但在聽到八一對自己的關心以及幫她修改棋路戰勝生石充後重新振作，在第三戰達成了首次有女流棋士逼平銀子的創舉，雖然再戰後依舊吞下了眾人預期中的三連敗，但也給銀子留下深刻印象並且受到在場所有人認同。也因為這個契機喜歡上八一，此後對於「神戶的灰姑娘」這個稱號有了新的解釋：要從壞心眼的姑姑（銀子）和忌妒心強的姐姐（愛）手中贏得王子（八一）的寵愛。
空銀子（聲：金元壽子）
八一的師姐，2002年9月9日出生，大阪出身，16歲，四段（故事一开始为14岁，奖励会二段）。雖然年紀比八一小，但因拜入清瀧門下的時間比八一早兩個星期，而成為八一的師姐。
棋藝高強，對女流棋士的公式比賽保持不敗的戰績，除了在女王保衛戰中被天衣逼出一次和局外一路全勝至今，被譽為「浪速的白雪姬」。女流二冠（女王、女流玉座）。
雖然在幼年時的棋力比八一強，但隨著八一逐漸展現其才能，為了不被對方拋下而在私下非常努力，並打算成為首位女性職業棋士。對女流棋士連戰連勝，但在獎勵會中卻是進展緩慢，而感受到自己才能的極限。
在將棋實力的評價上，認為八一是「將棋史上能名列前五」的天才，而對自己則說是「連女性棋士最強都說不上，加上男性棋士後更在千名以外」。並把擁有將棋才能、像是八一與愛這樣的棋士稱為「將棋星人」。而像自己或桂香則只是「地球人」。
第六卷在打贏椚創多後成為第一個女性三段（當時的場景是創多已取得明顯優勢，而銀子在半放棄下亂下一手，結果發現創多極為震驚後，才意識到這一手實際上是足以扳回局面的妙著，進而信心大增而逆轉。最後本人因為贏得很莫名而相當沮喪），並且在女王挑戰賽中三連勝擊敗挑戰者天衣。
天生患有心臟病，五年存活率只有50％，從小在病房裡長大，在主治醫生明石的建議下開始下起將棋，並且很快喜歡上，因為下將棋的時候她不會因為自己的病而被別人說「可憐」，也因為病房裡的食物都很清淡，所以吃飯總是會加很多醬汁。四歲的時候被收為徒弟，曾經在七歲的時候跟十四歲的獎勵會員對局時心臟病發送醫，目前心臟病已經治好。
喜歡八一，但完全不會對他表現出讓他感受得到的愛意（但其實除了八一之外周邊的人都非常明確的感受到這件事，尤其是女性），表達愛意的主要方法是吃醋時毆打八一、及用贏棋把對八一較為親密的女孩趕走（如萬智和燎），而對這方面很遲鈍的八一也只是單純把她當成自己的師姐來看待（雖然他們有幾次不自覺的公開放閃）。和愛的關係如同情敵般的很差，也是愛當初要求八一收她為弟子時，清瀧一門中唯一反對的人。小時候對棋力比自己弱輩分又比自己低的八一有保護和鍛鍊的義務感，感情也逐漸加深，但隨著八一逐漸變強而且展現將棋天分時，發現自己逐漸追不上他，為了讓八一可以重新看著自己，她更加努力下棋，取得小學生名人頭銜、加入獎勵會、取得女流頭銜，並且以職業棋士為目標，但這反而讓她的地位更高，導致八一和她出現了距離感，並且取得了更大的成就，和八一的關係也在彼此互相追逐之下愈來愈生疏。
在三段聯賽中連敗導致她自暴自棄一度想尋死，但被八一帶回他的家鄉去散心，兩人在期間對彼此表白心中的想法，化解誤會，但當八一要向她告白時，卻因為認為會讓自己太過幸福而無法繼續戰鬥而打斷，兩人以吻（封手）約定好在銀子成為職業棋士後再坦白心意。之後又在名人成為榮譽國民的發言中被鼓勵而重新振作，在接下來的比賽中再度對上椚創多，但她這次在過程中覺醒了她所謂「將棋星人」的預讀能力，再度擊敗對手，終結椚創多的連勝，十二卷打贏鏡洲之後與八一兩人獨處並解開封手，互相表示心意之後兩人正式交往，與坂梨、創多一同升上四段成為職業棋士，然而首次出道戰被祭神雷擊敗，同時身體疾病復發因而休賽隱居。
清瀧桂香（聲：茅野愛衣）
清瀧鋼介的獨生女，1991年11月9日出生，25歲（故事开始時）。第六册时为女流三级。
雖是職業棋士的女兒，可是正式走上將棋之路卻是在高中三年級時。因此在門中是銀子、八一的師妹。為了成為女流棋士而十分努力，但隨著年齡限制的接近而感到焦躁。
在第五冊中與女流頭銜持有者對局，經苦戰後逆轉獲勝，獲得了女流棋士的頭銜，也以此激勵了因龍王戰三連敗而陷入絕望的八一。
銀子帶著的黑色髮圈原本是她在高中時戴的，在銀子小學三年級通過獎勵會考試時在她的要求下送給她。
清瀧鋼介（聲：關俊彥）
八一、銀子的師父，1966年11月1日出生，故事一开始为50歲。段位九段，顺位战B級2組（于第七册降至C级1组），龙王战2组。夢想是獲得一次名人頭銜，但兩次名人頭銜戰（也是生涯至今僅有兩次的頭銜戰）都敗在師兄月光聖市手中。在師兄接任會長後義不容辭的扛下了許多吃力不討好的推廣工作，而把報酬比較豐厚的企業合作工作讓給新進的棋士。指導兩名視如己出的弟子時，也從不曾和他們的家長收取任何費用，是個標準的老好人。
和銀子的主治醫師（也是將棋迷）熟識，進而談論到銀子的高天賦，銀子在首次對局輸給清瀧後多次自行到清瀧的道場挑戰，最後決定拜師；隨後在將棋大會的指導對弈中碰見了年幼的八一，使當時對大人連戰連勝的八一看見了職業棋士的風采而對他十分崇拜，進而選擇拜其為師學習下棋。感受到八一的超卓才能，而一度迷惘自己無法教導對方，最後在月光會長的勸慰下在弟子們的面前十分努力。
一般情況下很正常，但只要和將棋有關就會做出許多奇特行為。對愛是有如孫女般的疼愛，私底下有著喜愛玩手機遊戲還重度課金的嗜好。

### JS研（鬥蘿社）
每個月固定在八一住所舉行的將棋研究會，因為成員均是小學生，故名為JS研。
水越澪（聲：久保百合花）
2007年8月24日出生，愛最初的棋友，總是充滿活力的短髮女孩。與轉學來大阪的愛是同班同學，JS研的領導者。因為父母工作的緣故可以弄到藥物。
貞任綾乃（聲：橋本千波）
2007年12月3日出生，京都出身的JS研成員，在團隊中相當於參謀的地位。
夏洛特·伊索亞爾（Charlotte Izoard，聲：小倉唯）
6歲，就讀京都的法僑學校，看了《火影忍者》中角色下將棋的劇情後開始對將棋產生興趣。外表非常可愛，讓八一想要娶她，與八一也很親暱，在niconico直播中公開親吻八一，此時有三百萬人觀看。

### 棋士
神鍋步夢（聲：岡本信彥）
關東所屬的將棋棋士，東京都深川地區出身，1998年6月6日出生，故事一开始为18歲，有一個小五的妹妹馬莉愛。段位七段，顺位战于第七册升至B级1组，龙王战6组。其實比起八一有著高上不少的正式賽事勝率，加入獎勵會之後在排名戰上已領先八一兩個區段，但大賽表現上不如八一出色。
與八一從少年時期就是勁敵的關係，兩人常舉行研究會，在當年的小學生名人賽準決賽敗給八一，和籤表另一側的準決賽組合月夜見坂和供御飯四人為同期中關係最為親近的戰友，但即使如此在馬莉愛思考以後如果進入三段聯賽必須到關西比賽會有住宿問題，而八一慷慨的提議可以住他那邊時，還是毫不留情的表示這比讓馬莉愛一個人住飯店還危險。於第30期龍王戰挑戰者決定賽中敗給名人後，在網路直播講解龍王頭銜戰的時候甚至毫不掩飾的為八一加油（當時觀眾普遍正在期待名人的永世七冠及生涯100冠）。有著中二病，平時會穿著白色披風，對局時喜歡以誇張的語調說出棋步，被八一視為向兒童推廣將棋的最佳人選。師父為釋迦堂里奈女流名跡，是極少數由女流棋士培養出來的男性職業棋士，於16冊正式向其師傅釋迦堂里奈求婚，不料因他說出"成為名人後請在一起”惹怒了釋迦堂里奈，因而被拒絕，不過釋迦堂里奈失去頭銜後，在感想戰被愛開導，最後於16冊結尾接受了步夢的求婚。
久留野義經（聲：間島淳司）
擔任研修會幹事的職業棋士。段位七段，顺位战B级1组。是小愛研修會考試第一戰的對手。
月光聖市（聲：速水獎）
1967年4月4日出生，日本將棋聯盟會長。兵库县神户市出身。段位九段，十七世名人，龙王战1组以上在籍22期，顺位战A级以上在籍32期，头衔获得27期。本作中第二位以中學生身分獲得職業棋士身分的人。與八一的師父清瀧鋼介是師兄弟的關係，但比起同年齡的師弟清瀧而言外表上年輕許多，一般認為是主打防守將棋的清瀧棋路較為苦悶且費神所導致。
雖然在20多歲就因病失明，但仍靠著毅力到現在50多歲依舊保有A級棋士的地位，由於下棋時有困難，所以在對弈時會由秘書提供協助。
生石充（聲：興津和幸）
故事開始時為玉將頭銜持有者，1979年4月29日出生，段位九段，顺位战A级在籍12期（在籍中），龙王战1组，头衔获得6期。第3册时为38岁。在將棋界有著「振飛車黨總裁」、「運子的巨匠」的稱號。對於振飛車的棋風有異常的熱愛，故事開始時為頭銜持有者僅有的振飛車派，也因此非常看重自己以此棋路從名人手中贏下的兩個頭銜。在大阪京橋經營著澡堂加將棋教室的店鋪，有鍋爐技師證照，偶爾也會在店內演奏年輕時下棋之餘在西餐廳打工時學的鋼琴。不過因為要進行護摩行的緣故，平時是把店鋪交給女兒飛鳥來經營。是一個不尊重拒菸權的重菸癮者，僅有在銀子旁邊時會稍微克制。
是除了對局外幾乎不與其他棋士來往的人，為人和善直爽的清瀧鋼介是他少數的好友，也因此清瀧一門是他少數願意交流研究的對象。在八一為了提升自己的時候傳授了他運子的技巧與振飛車的戰術，對他的才能頗為讚嘆。開玩笑的對八一表示若他能獲得永世頭銜則允許他和女兒飛鳥交往。
和於鬼頭曜之間有很強的競爭意識，原因為生石認為於鬼頭過份依賴軟體而沒有獨立思考，甚至會在私底下稱對方為電腦奴隸，兩人在試圖挑戰對方的頭銜時可以完全放棄其他比賽只為了研究對方的棋路。但在玉將保衛戰連敗即將淘汰時，在一次研究會中詢問八一在龍王保衛戰中以軟體準備對局的心得而得到正面的答覆後，也開始透過軟體來研究將棋，且稍加實驗後竟也以一些自己過往不喜歡的棋路在各項賽事中取得不錯的成績，並一度扳平了玉將戰中的劣勢，但最後依舊惜敗而讓出了自己最後的頭銜。在日後帝位挑戰者準決賽中和研究夥伴八一首次於正式比賽中對弈，以軟體推薦的棋路對上自己原先擅長的振飛車棋路而落敗收場，兩人復盤檢討時對八一透露自己對於軟體將棋風潮的複雜心情。
山刀伐盡（聲：津田健次郎）
山形县出身，1978年7月17日出生，段位八段，顺位战A级，龙王战1组。第3册时为38岁。八一在職業棋士的出道戰的對手。包括八一的出道戰在內，連續兩次擊敗八一，而成了八一最苦惱的對手，小說第三冊（動畫第7集）中終於被八一看穿戰術加以擊敗，對於八一學習新棋路兩周便能有大突破，盛讚其為少見的天才。
雖是A級棋士，卻被同世代的生石說成是「我們這一代中最弱的一個」、「那傢伙沒有才能」。靠著比任何人都還要多的努力成為名人的研究會對手，並成為將棋界最頂尖的棋士之一，棋風和名人接近，棋界普遍視他為弱化版名人。
因為他會對八一使用性騷擾等級的盤外戰術，而且曾經多次邀請步夢參加名人的研究會，八一認為他是雙性戀。
篠窪大志
原棋帝頭銜持有者，七段，初登场时为23岁。庆应大学首席毕业。22岁时获得棋帝头衔，次年头衔為名人所奪取。
蔵王达雄
段位九段，1937年11月15日出生，第六册时80岁，退役前是最年长的棋士。顺位战C级2组，头衔获得4期，有浪花的帝王的称号。是清瀧和月光兩人的師伯，為八一該門的精神領袖，也是聯盟關西分部的總裁（關西分部為了感謝其對將棋貢獻而設立的榮譽頭銜）。因年龄过大、体力下降引退，但在生涯最後一次正式比戰和同門後輩八一對弈時，仍是憑老道經驗以八一認為過時的棋路得勝。差點讓後者順位戰晉級失敗。酒量驚人，於賀年會上和清瀧比拼酒量獲勝。
於鬼頭曜
故事開始時為帝位頭銜持有者，現在劇情中為二冠，2月13日出生，顺位战A级，龙王战1组。是首位和將棋軟體對弈的職業棋士，落敗後發現自己在軟體的計算力面前毫無招架之力，認為自己已經沒有作為職業棋士活下去的理由而試圖自殺未果，日後開始學習軟體的手順而連勝多位棋士。於最新一期玉將戰中擊敗勁敵生石充一戰，被眾多棋士視為是官方更進一步修改對局時使用電子儀器相關規定的原因。原先留有過肩膀的長直髮，在帝位戰時剃了光頭出賽。
和八一對戰時，和他認真討論起人類和電腦的不同。然而實際為人和在棋盤上表現出的僵硬制式有很大的不同，並非毫無感情的人，在帝位頭銜戰第一戰結束時，以自己剛剃了光頭為由提出了停辦復盤記者會，日後再由電子郵件將心得交給將棋雜誌，甚至主動表示要自行整理棋盤，只為了讓八一能早點去見從三段聯賽晉級的銀子。在賽後萬智的採訪中透露軟體對於八一的才能給出了不下名人的評價。
名人（聲：井上和彦）
頭銜保持總計100期、永世六冠、曾經在名人頭銜戰擊敗全盛期的永世名人月光而完成同時保有七個頭銜的創舉，被年輕棋士們尊稱為「神」的史上最強棋士，本作中第三位於中學生時成為職業棋士的人。
保有名人、玉座、盤王三個頭銜，並於第四冊開頭奪取了棋帝頭銜。在龍王頭銜挑戰賽中擊敗步夢、以同時達成頭銜保持100期、永世七冠為目標挑戰八一的龍王頭銜。雖然以三連勝將八一逼入絕境，卻被奮起的八一大逆轉而四連敗，最後奪取龍王頭銜失敗，狂熱粉絲因此一度在網站上圍剿八一。於獲得生涯頭銜第100期（於名人頭銜戰衛冕）當下，在月光聖市死纏爛打的說服下終於同意接受先前多次推辭的國民榮譽賞，並在受獎致詞上鼓勵當時在三段聯賽連敗而嚴重受挫的銀子。
小說中沒有透露姓名，只形容是「一頭灰髮的中年男子」、「在東京八王子的住宅區長大」、「有兩個女兒」、「在家會玩Pokemon Go」，而這些日常消息絕大部分都是由他的妻子在推特上閒聊時透露的。
原型是羽生善治。
椚 創多
11歲、2006年7月19日出生，小學5年級（小說第六冊時）。第四冊為獎勵會初段，第六冊為二段，第七冊為三段。奈良縣初駒市出身。覺得現代將棋很無聊而不用定跡、擅長用電腦軟體來分析將棋棋路，而因為八一不需要電腦就可以達成這樣的境界，因此相當敬佩八一，認為八一是最強的棋士。
在兩次升段比賽中遇上銀子，兩度都被銀子打斷連勝紀錄。在三段聯賽的開頭原先一路領先，最後也和銀子一樣一度連敗而陷入可能無法晉級的嚴重焦慮，但在八一和飛馬的鼓勵下穩住陣腳拿下最後一勝自力晉級，在該會期最後一戰前和飛馬訂下了要一起晉升四段的約定，最後得知飛馬落敗且因年齡限制被迫退會後相當難過，在慶功會上大哭大鬧，在飛馬的安撫下向他提出了再下一盤棋的邀請，並自稱要帶著飛馬的夢想一起前進。
坂梨 澄人
25歲，月夜見坂的師兄，和鏡洲飛馬一樣，已經在三段聯賽浮沉多年，也到了年齡限制（雖然和飛馬一樣靠著先前會期的成績滿足可以稍微延後年限的資格，但他打算沒能晉級就直接退出）。
是八一當年在三段聯賽時獲得晉級四段關鍵一勝的對手，在下一個三段聯賽會期又未能晉級後，突然有了去關西會館觀摩的衝動，結果被當時連段位都還沒有的創多痛宰，但看到了（當時坂梨自認比自己強的）飛馬同在三段聯賽努力奮戰的樣子後重新能夠認真下棋，因此跟長年做為三段聯賽中競爭對手的飛馬雖然並不熟（兩人分屬關東和關西協會）但關係並不差。在人生最後一期的三段聯賽以悲劇性的四連敗開頭後一度打算提前退會，再次在飛馬的鼓勵下繼續完成本期聯賽，也因此賽程最後一天的前一天特地約了飛馬吃晚餐道謝。沒想到最後竟然以十四連勝結尾，同為14-4的戰績下，靠著上一期聯賽成績贏過飛馬，硬是從本會期一路領先的後者手中奇蹟似的贏下了最後一個晉級資格，得知兩人最後的結局後，拒絕了例行的四段晉級慶功宴。

### 女流棋士
月夜見坂燎（聲：Machico）
持有女流玉將頭銜。东京都调布市出身，1998年5月13日出生，有著在對局前去KTV唱歌調整心情的習慣，但時常因此遲到，最喜歡的歌手是尾崎豐，落敗後常常喝酒解悶，酒品很差。棋風激進，有「進攻的大天使」之稱號。講話粗魯而不加修飾，喜歡捉弄關係曖昧的八一和銀子，在八一來關東參加帝位頭銜戰時，自發現身於會場並騎車載八一去關東會館見銀子。
幼時曾在小學生名人戰決賽中敗給八一，為了追逐他而加入獎勵會，但未能如願成為職業棋士，於一年後退會回歸女流棋界，此時信心受挫且受到奚落的她受到萬智很大的幫助和照顧，兩人因而成為極親密的好友，也因此無聊時常會出現在關西分部。深知自己和八一已有極大的實力落差，已放棄要在正式比賽中復仇的想法，但仍以八一作為自己的目標。剛認識八一時被誤認為是男的。
供御飯萬智（聲：千本木彩花）
持有永世山城櫻花頭銜。京都府京都市出身，1998年4月17日出生，胸部很大（巨乳）。京都传统贵族家的大小姐，就读于女子大学文学部，同時以鵠為筆名進行將棋周刊記者的活動。棋風穩健，有「虐殺的萬智」之稱號。講話文雅但喜歡挖苦人，喜歡捉弄關係曖昧的八一和銀子。
幼時曾在小學生名人戰準決賽中敗給燎，因見到八一在決賽時趣味橫生的將棋風格後受其吸引，自知實力不足，不可能再有機會和八一在正式比賽中對上，而決意成為將棋記者來盡可能地接近八一的將棋。由於長年觀察八一並幫他撰寫報導的結果，其對於八一熟悉的程度高到能模仿八一和愛（已和八一同居數個月）對談而不被識破，愛得知後比起嫉妒或吃醋更是感到了遠在其上的敬佩，是教導愛寫觀戰記（以及觀察八一）的師父。和燎不同，萬智對於八一的仰慕是明顯超出棋盤外的，但攻勢沒有銀子或愛那般直接。為了報復銀子用將棋逼她不准直呼八一的名字，因此故意在銀子獲得女王頭銜、八一對兩人之間的關係感到困惑時建議他叫銀子「師姐」，間接促成八一和銀子之間的關係惡化。
小說中每一本最後一章感想戰的內容，基本上是關於燎、萬智和八一的小故事。
釋迦堂里奈（聲：大原沙耶香）
持有女流名跡頭銜，女流六段，曾獲得51次頭銜，擁有多個女流永世頭銜，為神鍋步夢之師，兩人對於服裝和言談上品味接近，除了將棋工作外另經營服飾店。因弟子步夢的關係和八一、銀子熟識，時常找銀子擔任女裝模特兒。曾因腳不方便不能席地而坐而處處受刁難，靠著實力和毅力在女流棋界取得極高的地位後，獲得了在正式比賽下棋時可以坐椅子和穿著足以遮住腳的長裙等等小特權，但也因為投注太多心力於將棋上而單身至今。曾感慨若自己雙腳健康，則棋藝一定無法達到現在的水準。喜歡捉弄關係曖昧的八一和銀子。
認為要從根本上提高女性對將棋的興趣和參與率的方法是從證明女性在這方面才能並不輸給男性，而非如現行制度般僅是透過切割比賽來降低女性參賽門檻來達成，故相信若能培養出第一名女性職業棋士的話，那使自己一手培育的女流棋士制度消失也無所謂，但認為有才能卻完全是利己主義的祭神雷先當上職業棋士的話太過危險，因此想著重培養銀子成為職業棋士。
在第五冊中與清瀧桂香對局，之後被桂香逆轉勝，16冊公開其過去背景，年輕時有著將棋棋士殺手的稱號，以其高超的棋力專門對付被指名的職業棋士，透過自身的棋力將對方擊敗且讓對方臉面丟盡，生涯中唯一受挫的對象便是清瀧鋼介，因而對其產生了戀愛感，不過因為鋼介忘不了前妻而作罷，到了現在依然放不下殺手的過往，在頭銜戰中被愛開導最終終於不再拘泥於往事。
祭神雷（聲：戶松遙）
持有女流帝位頭銜。岩手县奥州市出身，2000年4月9日出生。擁有遠勝其他女流棋士的棋力，甚至可以擊敗職業棋士（與銀子的公式對戰是因為犯規判負，銀子也承認對方的棋力的確比較強）。
曾當面對八一告白，但其實只是想獨佔和八一下棋的機會好讓自己的棋力變強，還做出闖入八一家中後全裸的詭異舉動試圖打動對方。之後受到理事會與女流棋士會的警告而暫時消失在八一面前，直到數個月後的Mynavi女子將棋公開賽才又出現在八一身邊。
本想擊潰愛來證明自己才有資格陪伴在八一身邊，但在愛不屈不撓的攻勢之下落敗。
鹿路庭珠代（聲：M·A·O）
女流二段，實質上是山刀伐八段從零教起的弟子（另有掛名的師父，但似乎因身居協會高層而要處理許多雜務，山刀伐因當年曾受她師傅照顧而答應接手指導），兩人近乎同居。静冈县沼津市出身，1997年2月14日出生。在棋帝戰的網路轉播時與八一共同講解，擁有與桂香同等的好身材，迷的八一暈頭轉向，讓世人知道八一除了是蘿莉控以外、也喜歡巨乳，她與八一過於親密的互動使得愛對她感到忌憚。
在少女時代被認為是很有天份，但後來發現自己的才能輸給銀子、愛及天衣。

### 獎勵會員
神鍋馬莉愛
10歲，小學五年級。步夢的妹妹暨師妹，同樣是釋迦堂門下，和哥哥一樣有著嚴重的中二病（自稱本宮）以及極高的將棋天分，贏下了哥哥當年都沒能做到的小學生名人賽。來大阪時迷路，在哥哥的介紹下向八一求助而首次登場。
似乎數學不太好，於小說第十二冊中通過了獎勵會考試，馬上打電話道賀的八一誇下海口要打破創多通過三段聯賽的年齡紀錄，但在兄長和八一的點破下才發現即使她現在開始每期都升段也已經來不及了。不知為何，每次到八一家的時候都會撞見八一和裸體的愛。

### 其他角色
雛鶴亞希奈（聲：堀江美都子）
愛的母親，溫泉旅館「雛鶴」的老闆娘。因為其父親過於熱衷將棋而放棄家業，所以對將棋並無好感，向八一要求若愛無法在中學畢業前獲得女流頭銜，就要八一入贅雛鶴家協助經營旅館。
其後逐漸理解愛對於師傅與將棋之熱情，因而於八一的龍王保衛戰第四局前，在自家旅館替八一與愛舉辦了極似婚宴的前夜慶典，並希望八一能與女兒攜手前行。極為希望八一成為自家女婿，曾在和愛視訊通話時對其分析八一周邊的女性。
雛鶴隆（聲：水木一郎）
愛的父親，溫泉旅館「雛鶴」的廚師。在亞奈希17歲到雛鶴研習，其手藝和敬業態度打動亞奈希，亞奈希甚至為了他和家族決裂跑去跟他同居，日後兩人修成正果。由於是入贅的關係，因此不敢違抗老婆跟女兒。
夜叉神弘天（聲：津田英三）
天衣的祖父。原來是以神戶為據點經營賭博行業的黑道老大，現已引退並洗白自己的產業成為了一名企業家。在兒子與媳婦因車禍喪生後，便接過扶養孫女天衣的責任。怕被天衣討厭的緣故而對她太過溺愛。
由於自己不懂將棋，在天衣要求有老師來指導自己下棋時透過多方管道輾轉請來了八一擔任指導的責任。
希望天衣嫁給八一，甚至裝病危騙八一答應娶她。
夜叉神天祐
天衣的父親，弘天的兒子。生前是將棋業餘名人，曾與月光聖市對決將棋過，雖然敗給了月光聖市，但是在與月光聖市的對決中沒發現到某一步是獲勝的下法，不然是可以戰勝月光聖市的，聽到擔任記錄員的八一指出該致勝一步後，當場表示若女兒日後對將棋有興趣則希望八一能收徒指導，並一路觀察八一的成長。但與妻子在一場車禍中不幸喪生，因此女兒天衣轉由其祖父扶養。
男鹿笹里（聲：伊藤美來）
前女流棋士（女流初段），現已從棋士身分退休，為月光會長的秘書，主要輔助失明的會長處理公務。因其祖父為月光聖市的後援會會長，從小薰陶下仰慕月光而走向將棋的道路，雖然年紀僅比八一稍大，但其實是坂井十三（清瀧和月光的師父）最後的弟子，於坂井過世後月光成為她實質上的師父。
池田晶（聲：諏訪彩花）
天衣的保鑣。總是穿著黑色西裝與她同行。在八一的唆使下開始下起將棋，但棋力比讀幼稚園的孩子還糟，人生第一場對局以記錯棋子移動方式而違規落敗收場。對天衣有些過度保護，在天衣以女流棋士身分出道之時私下組織了後援團來捧場。
生石飛鳥（聲：篠田南）
生石充的女兒（獨生女）。17歲（小說第三冊時）。與八一是同學年，大一點點，現高中生，班級為2年B班。瀏海遮住眼睛，胸部很大，雖然個性內向，但也有為了求八一教授將棋而跟著他到男浴池內替他刷背的大膽行動。與父親一起經營澡堂兼將棋道場愉悅之浴，負責前台營業。喜歡大阪燒與北極棒冰。也擅長製作關西特產豚平燒，澡堂業務全能，精通澡堂經營需要的知識，包括各項法律法規知識。
希望能和父親一樣從事將棋工作，但被父親認為她沒有才能而拒絕，於是私下向道場的客人學習（在八一和小愛前往道場學習振飛車時，飛鳥懇求八一教她下棋）。還請求父親如果贏了小愛就讓她下棋。並在與愛的對弈中展現出自己的意志擊敗對方，而被父親允許可以向他學習。
鏡州飛馬
年齡不詳（已知超過獎勵會三段的退會限制25歲，靠著雖然沒能晉級但足夠前段的戰績獲得了數次延長年限的資格），原關西協會的獎勵會會員，已經在三段聯賽浮沉多年。和清瀧類似，是個標準的老好人，長年協助清瀧照顧八一和銀子並看著兩人的成長。
師父在其拜師時已年過八十，在師父過世後多半是和清瀧一門的人對弈切磋。原先有女友，在某一期三段聯賽落敗後失控對其說出了「都是因為你才輸掉的」而後分手。在最後一期的三段聯賽中，和創多一路領先的他，在最後一輪兩戰中僅要一勝即可晉級的情況下二連敗於創多和銀子，在同為14-4的情況下比較上期戰績時輸給了坂梨，最終無法在年齡限制之前突破三段而被迫退會。
辛香將司
年齡不詳，原關西協會的獎勵會會員，當年和生石充同期進入獎勵會，在三段聯賽浮沉多年後一度因年齡限制退會，近來靠著在業餘賽場的傑出成績獲得了重返獎勵會的資格。
在第一次被迫退會後，因僅有初中學歷，從事各項體力工作，也曾在銀子當年住院的醫院工作過（受明石醫生委託陪重病的小孩子下棋打發時間，從而得知銀子的病情），後來在電視上看到了銀子在將棋界順利發展後，體會到了自己對將棋的執著後重返獎勵會。然而這份執著讓他對獲勝渴望到會使用遠超山刀伐等級的盤外戰術，甚至在即將和銀子進行本期倒數第二戰前，對她當面說出希望其心臟病發作退賽、透露當初和她一同住院的小孩多半都已病故等話試圖干擾對方，就算在對戰的當場也不停的講話干擾對方，然而依舊落敗而沒能晉級。即將出發至關東參加本會期最後兩戰前，到了生石充的澡堂光顧，言談之間生石對其性格如此大的轉變感到不可置信，但其實不完全是個壞人，他因為真正擔心銀子可能會緊張而出事，所以特地請生石轉告明石醫生，希望他當天能來現場應付可能的意外（雖然生石聽起來像是辛香預告銀子會因為輸給自己而發病而大為光火）。

## 出版書籍

### 輕小說
| 集數    | SB Creative    | SB Creative                                                                                                 | 東立出版社                             | 東立出版社                      |
| 集數    | 發售日期       | ISBN | 發售日期                               | ISBN / EAN                      |
| ------- | -------------- | --- | -------------------------------------- | ------------------------------- |
| 1       | 2015年9月15日  | ISBN 978-4-7973-8484-0                                                                                      | 2016年6月30日                          | EAN 471-094-554-868-5（限定版） |
| 1       | 2015年9月15日  | ISBN 978-4-7973-8484-0                                                                                      | 2017年12月8日                          | ISBN 978-986-470-454-5          |
| 2       | 2016年1月15日  | ISBN 978-4-7973-8676-9 ISBN 978-4-7973-8490-1（附送CD特裝版）                                               | 2017年4月27日                          | ISBN 978-986-482-637-7          |
| 3       | 2016年5月14日  | ISBN 978-4-7973-8817-6                                                                                      | 2017年11月6日                          | ISBN 978-986-486-472-0          |
| 4       | 2016年9月15日  | ISBN 978-4-7973-8819-0 （附送CD特裝版）                                                                     | 2018年1月29日                          | ISBN 978-957-260-196-9          |
| 5       | 2017年2月15日  | ISBN 978-4-7973-9009-4 ISBN 978-4-7973-9010-0（附送小冊子特裝版）                                           | 2018年4月2日                           | ISBN 978-957-260-554-7          |
| 6       | 2017年7月15日  | ISBN 978-4-7973-9189-3 ISBN 978-4-7973-9190-9（附送CD限定特裝版）                                           | 2018年7月23日                          | ISBN 978-957-260-882-1          |
| 7       | 2018年1月15日  | ISBN 978-4-7973-9550-1 ISBN 978-4-7973-9429-0（附送CD限定特裝版）                                           | 2018年10月11日                         | ISBN 978-957-261-187-6          |
| 8       | 2018年3月15日  | ISBN 978-4-7973-9592-1                                                                                      | 2019年5月6日                           | ISBN 978-957-261-763-2          |
| 9       | 2018年8月10日  | ISBN 978-4-7973-9627-0 ISBN 978-4-7973-9626-3（附送CD限定特裝版）                                           | 2019年8月13日                          | ISBN 978-957-262-214-8          |
| 10      | 2019年2月15日  | ISBN 978-4-8156-0101-0 ISBN 978-4-8156-0102-7（附送小冊子限定版）                                           | 2020年7月20日                          | ISBN 978-957-263-156-0          |
| 11      | 2019年8月9日   | ISBN 978-4-8156-0378-6 ISBN 978-4-8156-0296-3（附送CD限定版）                                               | 2020年9月21日                          | ISBN 978-957-264-463-8          |
| 12      | 2020年2月14日  | ISBN 978-4-8156-0533-9 ISBN 978-4-8156-0494-3（附送小冊子限定版）                                           | 2021年3月29日                          | ISBN 978-957-265-641-9          |
| 13      | 2020年8月6日   | ISBN 978-4-8156-0644-2                                                                                      | 2021年5月17日                          | ISBN 978-957-266-066-9          |
| 14      | 2021年2月10日  | ISBN 978-4-8156-0661-9 ISBN 978-4-8156-0660-2（附送CD限定版） ISBN 978-4-8156-0788-3（附送CD+抱枕套限定版） | 2021年10月25日                         | ISBN 978-957-267-743-8          |
| 15      | 2021年9月14日  | ISBN 978-4-8156-1094-4 ISBN 978-4-8156-1093-7（附送小冊子特裝版）                                           | 2022年11月10日                         | ISBN 978-957-268-791-8          |
| 15.5    | 2021年12月17日 | ISBN 978-4-8156-1469-0                                                                                      | 不適用                                 | 不適用                          |
| 16      | 2022年4月14日  | ISBN 978-4-8156-1502-4 ISBN 978-4-8156-1503-1（附送小冊子特裝版）                                           | 2023年3月2日（回收重製） 2023年3月31日 | ISBN 978-626-347-852-7          |
| 16.5    | 2022年12月15日 | ISBN 978-4-8156-1850-6                                                                                      | 不適用                                 | 不適用                          |
| 17      | 2022年12月15日 | ISBN 978-4-8156-1790-5                                                                                      | 2023年9月18日                          | ISBN 978-626-360-661-6          |
| 17.5    | 2023年7月14日  | ISBN 978-4-8156-2242-8                                                                                      | 不適用                                 | 不適用                          |
| 18      | 2023年7月14日  | ISBN 978-4-8156-2243-5                                                                                      | 2023年12月14日                         | ISBN 978-626-372-836-3          |
| 短篇集1 | 2023年12月15日 | ISBN 978-4-8156-2353-1                                                                                      | 2024年10月7日                          | ISBN 978-626-021-491-3          |
| 19      | 2024年6月15日  | ISBN 978-4-8156-2586-3                                                                                      | 2024年12月16日                         | ISBN 978-626-022-542-1          |
| 短篇集2 | 2024年9月14日  | ISBN 978-4-8156-2587-0                                                                                      |                                        |                                 |
| 短篇集3 | 2025年1月12日  | ISBN 978-4-8156-2588-7                                                                                      |                                        |                                 |
| 20      | 2025年7月12日  | ISBN 978-4-8156-2698-3                                                                                      |                                        |                                 |

### 漫畫
| 卷數 | 史克威爾艾尼克斯 | 史克威爾艾尼克斯       | 東立出版社     | 東立出版社             |
| 卷數 | 發售日期         | ISBN                   | 發售日期       | ISBN                   |
| ---- | ---------------- | ---------------------- | -------------- | ---------------------- |
| 1    | 2016年1月13日    | ISBN 978-4-7575-4856-5 | 2018年3月9日   | ISBN 978-986-486-626-7 |
| 2    | 2016年5月12日    | ISBN 978-4-7575-4992-0 | 2018年5月21日  | ISBN 978-986-486-627-7 |
| 3    | 2016年9月13日    | ISBN 978-4-7575-5071-1 | 2018年10月8日  | ISBN 978-986-486-628-1 |
| 4    | 2017年2月13日    | ISBN 978-4-7575-5243-2 | 2019年1月24日  | ISBN 978-986-486-629-8 |
| 5    | 2017年7月13日    | ISBN 978-4-7575-5400-9 | 2019年3月29日  | ISBN 978-986-486-630-4 |
| 6    | 2017年12月25日   | ISBN 978-4-7575-5562-4 | 2019年10月31日 | ISBN 978-957-26-0657-5 |
| 7    | 2018年3月13日    | ISBN 978-4-7575-5652-2 | 2020年8月24日  | ISBN 978-957-26-1734-2 |
| 8    | 2018年8月8日     | ISBN 978-4-7575-5802-1 |                |                        |
| 9    | 2019年2月13日    | ISBN 978-4-7575-6006-2 |                |                        |
| 10   | 2019年8月9日     | ISBN 978-4-7575-6244-8 |                |                        |

## 電視動畫

### 製作人員
- 監督：柳伸亮[4]
- 系列構成：志茂文彥
- 角色設計：矢野茜
- 美術監督：里見篤
- 美術設定：袈裟丸繪美
- 攝影監督：川田哲矢
- 剪輯：渡邊千波
- 音響監督：本山哲
- 音樂：川井憲次
- 動畫製作：project No.9[4]
- 製作：龍王的工作！製作委員會

### 主題曲
片頭曲
作詞：森由里子，作曲、編曲：馬淵直純，主唱：Machico
片尾曲
（第2、4－6、7－11話）
作詞、作曲：金子麻友美，編曲：水口浩次，主唱：伊藤美來
（第7話）
作詞、作曲：金子麻友美，編曲：水口浩次，主唱：伊藤美來

### 各話列表
| 話數     | 日文標題 | 中文標題         | 劇本     | 分鏡     | 演出       | 作畫監督 | 改編原著小說 |
| -------- | -------- | ---------------- | -------- | -------- | ---------- | --- | ------------ |
| 第一局   |          | 硬送上門的徒弟   | 志茂文彥 | 柳伸亮   | 朝倉       | 一之瀨結梨、谷口元浩                                                                                                   | 第一卷       |
| 第二局   |          | 有徒弟的日常生活 | 志茂文彥 | 朝倉     | 篠崎康行   | 谷口元浩、櫻井正明、服部憲知、山口保則 藤澤俊幸                                                                        | 第一卷       |
| 第三局   |          | 研修會的考試     | 金子祐介 | 奧村吉昭 | 伊藤浩     | 栗原學、服部憲知、酒井kei、舛館俊秀 龜山千夏、能海知佳、島崎望                                                         | 第一卷       |
| 第四局   |          | 另一個愛         | 志茂文彥 | 島津裕行 | 松本正幸   | 谷口元浩、藤澤俊幸、谷口繁則、森出剛                                                                                   | 第二卷       |
| 第五局   |          | 天衣無縫         | 志茂文彥 | 朝倉     | 鴫野彰     | 園田高明、渡邊奏、一之瀨友梨、池田龍也 松岡秀明、河原久美                                                              | 第二卷       |
| 第六局   |          | 全方位棋士       | 志茂文彥 | 福島利規 | 篠崎康行   | 谷口元浩、野村雅史、佐藤愛架、阿部安佳里 船道愛子、日野貴史、山口保則、園田高明 藤澤俊幸、森出剛                       | 第三卷       |
| 第七局   |          | 給十歲的我       | 志茂文彥 | 朝倉     | 朝倉       | 後藤望、服部憲知、原田幸枝、劉雲留 林隆祥、藤田正幸、松岡秀明、堀光明 森悅史、橫井將史                                 | 第三卷       |
| 第八局   |          | 第一次的大會     | 志茂文彥 | 島津裕行 | 鴫野彰     | 佐藤弘明、和田賢人、渡邊一平太、谷口繁則                                                                               | 第四卷       |
| 第九局   |          | 八月一日         | 杉澤悟   | 佐藤篤志 | 佐藤篤志   | 藤澤俊幸、向川原憲、渡邊奏、那須野文 園田高明、船道愛子、藤田正幸、近藤雄一                                            | 第四卷       |
| 第十局   |          | Spinning Dragon  | 志茂文彥 | 岩田和也 | 羽多野浩平 | 池田有、戶倉紀元、小橋陽介、藤澤俊幸 船道愛子、山口保則、森出剛、園田高明 久利弘志、川尻冬芽、北山景子、一之瀨結梨     | 第五卷       |
| 第十一局 |          | 祝賀             | 志茂文彥 | 奧村吉昭 | 佐佐木純人 | 富田佳亨、今泉龍太、谷口繁則、佐藤弘明 渡邊一平太、野村美織、高橋宏郁                                                  | 第五卷       |
| 第十二局 |          | 最後的審判       | 志茂文彥 | 朝倉     | 松本正幸   | 日野貴史、武田薰、河原久美子、青木真理子 森出剛、山口保則、堀光明、北山景子 森悅史、園田高明、林隆弘、橫井將史、大野勉 | 第五卷       |

### 播放電視台
日本地區於2018年1月8日至3月26日22時00分（UTC+9）在AT-X首播。台灣與香港的Animax於23時00分（UTC+8）同日首播，而台灣在同年6月7日首播台灣配音。

### BD
| 卷數 | 發行日期      | 收錄話數       | 規格編號  |
| ---- | ------------- | -------------- | --------- |
| 1    | 2018年3月28日 | 第1話－第3話   | COXC-1221 |
| 2    | 2018年4月25日 | 第4話－第6話   | COXC-1222 |
| 3    | 2018年5月30日 | 第7話－第9話   | COXC-1223 |
| 4    | 2018年6月27日 | 第10話－第12話 | COXC-1224 |

## 外部連結
- 電視動畫「龍王的工作！」官方網站（日語）
- 「龍王的工作！」官方的X（前Twitter）
- GA文庫特設網站（日語）
- GANGAN ONLINE特設網站（日語）
- 東立版小說龍王的工作！試閱系列：1卷試閱、2卷試閱、5卷試閱、6卷試閱、7卷試閱